# Strange Charm
Strange Charm è il decimo album discografico di Gary Numan, pubblicato dalla Numa Records, di proprietà di Numan, nel novembre 1986.
È stato ristampato in CD nel 1991 e nel 1996 dalla Numa Records, nel 1999 dalla Cleopatra Records per il mercato statunitense e dalla Eagle Records per il mercato inglese, con alcune differenze nel numero e nella disposizione delle tracce.

## Tracce
(Musiche e testi di Gary Numan, eccetto traccia 4, di Numan e Bill Sharpe)
Tracce vinile 1986 (Numa Records)
1. My Breathing - 6:39
2. Unknown and Hostile - 4:29
3. The Sleeproom - 5:19
4. New Thing From London Town - 5:57
5. I Can't Stop - 5:50
6. Strange Charm - 5:03
7. The Need - 7:07
8. This Is Love - 4:32

(La versione in cassetta includeva la traccia aggiuntiva Time to Die, apparsa in CD nelle ristampe USA e UK 1999)
Tracce CD 1991 e 1996 (Numa Records)
1. My Breathing - 6:39
2. Unknown and Hostile - 4:29
3. The Sleeproom - 5:19
4. New Thing From London Town - 5:57
5. I Can't Stop - 5:50
6. Strange Charm - 5:03
7. The Need - 7:07
8. This Is Love - 4:32

Tracce CD 1999 e 1996 (Cleopatra Records)
1. My Breathing - 6:39
2. Unknown and Hostile - 4:29
3. The Sleeproom - 5:19
4. New Thing From London Town - 5:57
5. I Can't Stop - 5:50
6. Strange Charm - 5:03
7. The Need - 7:07
8. This Is Love - 4:32
9. New Thing From London Town (12" Version) - 7:57
10. Time to Die - 4:18
11. I Can't Stop (10" Version) - 6:38
12. Faces - 4:54
13. Survival - 5:14

Tracce CD 1999 e 1996 (Eagle Records)
1. My Breathing - 6:39
2. Unknown and Hostile - 4:29
3. The Sleeproom - 5:19
4. New Thing From London Town - 5:57
5. I Can't Stop - 5:50
6. Strange Charm - 5:03
7. The Need - 7:07
8. This Is Love - 4:32
9. Survival - 5:14
10. Faces - 4:54
11. Time to Die - 4:18
12. River - 3:32
13. Mistasax (2) - 3:08

## Musicisti
- Gary Numan – voce, tastiere, chitarra
- Tessa Niles - voce
- Mike Smith - tastiere
- Rrussell Bell - chitarra
- Ian Herron - drum machine
- Martin Elliott - basso